# الدوري الهولندي الممتاز 1953–54
الدوري الهولندي الممتاز 1953–54 (بالهولندية: Nederlands landskampioenschap voetbal 1953/54)‏ هو موسم من الدوري الهولندي الممتاز. أشرف على تنظيمه الاتحاد الملكي الهولندي لكرة القدم، وفاز فيه إف سي آيندهوفن.